# Galina Kulakovová
Galina Alexejevna Kulakovová (Галина Алексеевна Кулакова, * 29. dubna 1942 Logači) je bývalá sovětská běžkyně na lyžích, specialistka na krátké trati. Je čtyřnásobnou olympijskou vítězkou a pětinásobnou mistryní světa.
Pochází z udmurtské vesnice Logači, která byla později zaplavena při stavbě Votkinské hydroelektrárny. Pracovala jako dojička v sovchozu, poté vystudovala pedagogickou fakultu. S lyžováním začala v klubu Trud Iževsk a v roce 1967 byla povolána do reprezentace. Při debutu na olympiádě 1968 získala v běhu na 5 km stříbrnou medaili, když ji o vítězství připravil pád těsně před cílem. Na mistrovství světa v klasickém lyžování 1970 vyhrála závod na 5 km a štafetu, získala bronz na 10 km. Byla nejúspěšnějším lyžařem Zimních olympijských her 1972, kde vyhrála všechny tři závody: pětikilometrový, desetikilometrový i štafetu. Tento trojnásobný triumf zopakovala rovněž při mistrovství světa v klasickém lyžování 1974.
Na olympiádě 1976 skončila v běhu na 5 km třetí, pak ale vyšlo najevo, že použila nosní sprej obsahující zakázanou látku efedrin. Kulakovová byla diskvalifikována, mohla se však zúčastnit dalších závodů, kde získala zlatou medaili ve štafetě a bronzovou na 10 km. Na mistrovství světa v klasickém lyžování 1978 skončila se štafetou třetí a na ZOH 1980 druhá, při svém loučení s vrcholovým sportem na mistrovství světa v klasickém lyžování 1982 získala se štafetou stříbrnou medaili. Získala 39 titulů mistryně SSSR, vyhrála Holmenkollenský lyžařský festival 1970 a 1979 a celkovou klasifikaci prvního, ještě neoficiálního ročníku Světového poháru.
Získala Leninův řád, Řád Za zásluhy o vlast a Olympijský řád, je čestnou občankou města Iževsk, zasloužilou mistryní sportu a zasloužilou trenérkou. Její dům v Italmasu nedaleko Iževska slouží od roku 2001 jako muzeum.